# Ангел Ангелов (генерал, р. 1943)
Вижте пояснителната страница за други личности с името Ангел Ангелов.
Ангел Борисов Ангелов е български офицер, генерал-лейтенант от резерва.

## Биография
Ангел Ангелов е роден на 30 юни 1943 г. в с. Биволаре, Плевенско. Службата му във войската тръгва от командир на взвод, за да стигне до зам.-командващ на Първа армия в София. През 1989 г. е удостоен със звание генерал-майор. На 3 май 1996 г. е удостоен със звание генерал-лейтенант. На 27 август 1996 г. е освободен от длъжността началник-щаб на Военната академия „Г. С. Раковски“ и назначен за началник на Щаба на Инспектората на Министерството на отбраната, считано от 1 септември 1996 г. На 23 декември 1999 г. е освободен от длъжността началник на щаба на Инспектората на Министерството на отбраната. На 16 февруари 2000 г. е назначен за главен инспектор на Министерството на отбраната. На 7 юли 2000 г. е удостоен с висше военно звание генерал-лейтенант. На 6 юни 2002 г. е освободен от длъжността главен инспектор на Министерството на отбраната, след което излиза в запаса, до 2006 г.
Той е висш офицер в България със сравнително дълъг генералски стаж – тринадесет години..

## Военни звания
- Генерал-майор – 1989
- Генерал-лейтенант – 1 септември 1996 (2 звезди)
- Генерал-лейтенант – 7 юли 2000 (3 звезди)